# Riu Naknek
El riu Naknek (en anglès Naknek River) és un riu que es troba a sud-oest de l'estat d'Alaska, Estats Units. El riu discorre entre el llac Naknek i la badia Kvichak, un braç de la badia de Bristol, després de 56 quilòmetres de recorregut. El riu i el llac són coneguts per la pesca del salmó vermell i altres espècies de salmons.
La vila de King Salmon es troba prop de la capçalera del riu; Naknek i South Naknek es troben a la seva desembocadura, a nord i sud d'aquesta. La capçalera del riu es troba dins el Parc i Reserva Nacionals de Katmai.